# Polygaloides webbiana
Polygaloides webbiana är en jungfrulinsväxtart som först beskrevs av Ernest Saint-Charles Cosson, och fick sitt nu gällande namn av Otto Karl Anton Schwarz. Polygaloides webbiana ingår i släktet Polygaloides och familjen jungfrulinsväxter. Inga underarter finns listade i Catalogue of Life.